# Walter Morselli
Walter Morselli (Modena, 2 settembre 1912 – Modena, 15 giugno 1976) è stato un pittore italiano.

## Biografia
Walter Morselli nasce a Modena il 2 settembre del 1912, terzo di sei fratelli. Il padre Ugo possiede un avviato negozio di tessuti che consente una vita agiata alla famiglia.
Dotato di una naturale predisposizione per il disegno e attratto dalla pittura si iscrive all’Istituto d'arte Adolfo Venturi, ma non conclude gli studi anche perché nel 1929 l’attività del padre subisce un tracollo economico.
La sua formazione artistica prosegue privatamente come allievo di Ubaldo Magnavacca.
Nel 1931 partecipa alle prime mostre a livello nazionale.
Nel 1949 si sposa e si trasferisce a Pavullo nel Frignano dove rimane per circa 10 anni.
Nel 1954 riduce drasticamente l’impegno artistico e, insieme alla moglie, collabora come gruppista con il maglificio del fratello fino al 1969.
Verso la fine degli anni sessanta, sospinto e incoraggiato dalla famiglia e da alcuni amici, riprende a dipingere con continuità. Nel 1969 si accorda con un mercante d’arte che si impegna ad acquistare in esclusiva e a prezzi prestabiliti tutta la produzione di quadri.
Nei primi anni settanta il gradimento ricevuto dal pubblico e la crescenti richieste lo spingono a interrompere la collaborazione con il mercante e a vendere direttamente le proprie opere.
Nel momento più intenso e soddisfacente dell’attività pittorica muore a Modena il 15 giugno 1976.
La produzione artistica comprende oli su masonite, oli su tela, acquerelli, disegni a carboncino e a pastelli, incisioni (acqueforti e acquetinte);per gli oli utilizza la spatola e il pennello.
I soggetti preferiti sono i paesaggi naturali e urbani, le scene campestri, i ritratti, le nature morte, i nudi femminili.
Due dipinti fanno parte del patrimonio artistico del Banco BPM.